# 太仓市第一人民医院
太仓市第一人民医院，是中国江苏省的一所医院，为二级甲等医院，位于太仓市城厢镇西门街22号。

## 规模
太仓市第一人民医院总床位350张，日门诊量464人次。